# Harry C. Ingles
Harry C. Ingles, né le 12 mars 1888 à Pleasant Hill, dans le Nebraska et mort le 15 août 1976 à Bethesda, dans le Maryland, est un Major général américain.